# 1-й гвардейский отдельный сапёрный батальон
Не следует путать с 1-м гвардейским отдельным сапёрным батальоном 10-й гвардейской стрелковой дивизии
1-й гвардейский отдельный сапёрный Свирский Краснознамённый батальон — воинская часть в  вооружённых силах СССР во время Великой Отечественной войны.

## История
Сформирован 30 апреля 1942 года в составе 7-й армии путём преобразования 184-го отдельного сапёрного батальона, став первой гвардейской частью инженерных войск армейского уровня.
В составе действующей армии с 21 августа 1942 по 5 ноября 1944 года.
С момента формирования и до июня 1944 года действовал на Свирском оборонительном рубеже.
С июня 1944 года принимает участие в Свирско-Петрозаводской наступательной операции, обеспечивал переправу через реку Свирь, находясь в корпусном подчинении, вероятно, что в подчинении 37-го гвардейского стрелкового корпуса, затем прокладывал дороги, обеспечивал разминирование местности в ходе операции. Получил почётное наименование «Свирский». После операции выведен в резерв.
1 февраля 1945 года переименован в 128-й гвардейский отдельный сапёрный батальон

## Подчинение
| Дата       | Фронт (округ)     | Армия               | Корпус | Дивизия | Бригада | Примечания |
| ---------- | ----------------- | ------------------- | ------ | ------- | ------- | ---------- |
| 01.09.1942 | -                 | 7-я отдельная армия | -      | -       | -       | -          |
| 01.10.1942 | -                 | 7-я отдельная армия | -      | -       | -       | -          |
| 01.11.1942 | -                 | 7-я отдельная армия | -      | -       | -       | -          |
| 01.12.1942 | -                 | 7-я отдельная армия | -      | -       | -       | -          |
| 01.01.1943 | -                 | 7-я отдельная армия | -      | -       | -       | -          |
| 01.02.1943 | -                 | 7-я отдельная армия | -      | -       | -       | -          |
| 01.03.1943 | -                 | 7-я отдельная армия | -      | -       | -       | -          |
| 01.04.1943 | -                 | 7-я отдельная армия | -      | -       | -       | -          |
| 01.05.1943 | -                 | 7-я отдельная армия | -      | -       | -       | -          |
| 01.06.1943 | -                 | 7-я отдельная армия | -      | -       | -       | -          |
| 01.07.1943 | -                 | 7-я отдельная армия | -      | -       | -       | -          |
| 01.08.1943 | -                 | 7-я отдельная армия | -      | -       | -       | -          |
| 01.09.1943 | -                 | 7-я отдельная армия | -      | -       | -       | -          |
| 01.10.1943 | -                 | 7-я отдельная армия | -      | -       | -       | -          |
| 01.11.1943 | -                 | 7-я отдельная армия | -      | -       | -       | -          |
| 01.12.1943 | -                 | 7-я отдельная армия | -      | -       | -       | -          |
| 01.01.1944 | -                 | 7-я отдельная армия | -      | -       | -       | -          |
| 01.02.1944 | -                 | 7-я отдельная армия | -      | -       | -       | -          |
| 01.03.1944 | Карельский фронт  | 7-я армия           | -      | -       | -       | -          |
| 01.04.1944 | Карельский фронт  | 7-я армия           | -      | -       | -       | -          |
| 01.05.1944 | Карельский фронт  | 7-я армия           | -      | -       | -       | -          |
| 01.06.1944 | Карельский фронт  | 7-я армия           | -      | -       | -       | -          |
| 01.07.1944 | Карельский фронт  | 7-я армия           | -      | -       | -       | -          |
| 01.08.1944 | Карельский фронт  | 7-я армия           | -      | -       | -       | -          |
| 01.09.1944 | Карельский фронт  | 7-я армия           | -      | -       | -       | -          |
| 01.10.1944 | Карельский фронт  | 7-я армия           | -      | -       | -       | -          |
| 01.11.1944 | Карельский фронт  | 7-я армия / 9 гв А  | -      | -       | -       | -          |
| 01.12.1944 | Резерв Ставки ВГК | 7-я армия           | -      | -       | -       | -          |
| 01.01.1945 | Резерв Ставки ВГК | 7-я армия           | -      | -       | -       | -          |

## Награды и наименования
| Награда                | Дата             | За что получена |
| ---------------------- | ---------------- | --- |
| Советская гвардия      |                  | |
| Орден Красного Знамени | 17.12.1941       | За образцовое выполнение боевых заданий командования на фронте борьбы с немецкими захватчиками и проявленные при этом доблесть и мужество (за участие в Тихвинской операции) (по преемственности от 184-го отдельного сапёрного батальона) |
| Свирский               | 2 июля 1944 года | Свирско-Петрозаводская операция |

## Командиры
| Звание                       | ФИО                     | вступление в должность | Годы жизни                           |
| ---------------------------- | ----------------------- | ---------------------- | ------------------------------------ |
| капитан                      | Кошелев Пётр Алексеевич |                        | 15.07.1919 (15.07.1918) - 04.11.1994 |
| Гвардии майор / подполковник | Рамодин Петр Алексеевич | 05.1944                | 21.10.1910 - 07.12.1991              |